# Schodnja (rivier)
De Schodnja (Russisch: Сходня), ook bekend als Soechodnja, Vchodnja, Vychodnja en Vschodnja is een Russische rivier in oblast Moskou en Moskou en na de Jaoeza de grootste zijrivier van de Moskva. De rivier ontspringt bij het treinstation Alaboesjevo van de Leningradspoorlijn bij het gelijknamige dorpje Alaboesjevo en stroomt in de Moskva in de Moskouse regio Toesjino in de buurt van luchthaven Toesjino.
Van de 47 kilometer lange rivier bevindt zich iets meer dan 5 kilometer binnen de stadsgrenzen van Moskou. De Schodnja is een valleirivier die vooral gevoed wordt door sneeuw en gewoonlijk bevroren is van november, begin december tot eind maart, april.
De rivier is verbonden met een kanaal dat water van de Wolga door middel van de waterkrachtcentrale Schodnenskaja naar het Chimkibekken brengt voor irrigatiedoeleinden in Moskou. De rivier is al lang bekend bij toeristen. Over de loop van de tijd is een groot deel van de oevers volgebouwd met datsjas.
De naam Schodnja betekent zoiets als valreep, wat wijst op de belangrijke transportfunctie die de rivier eens had ten tijde van de 16e eeuw als verbindingsweg tussen de Kljazma en de Moskva, toen schepen er regelmatig aanlegden.